# Гласс, Генри (адмирал)
Генри Гласс (англ. Henry Glass 7 января 1844, Хопкинсвилл, Кентукки — 1 сентября 1908, Пасо-Роблес, Калифорния) — офицер ВМС США, контр-адмирал.

## Биография
Гласс родился в Хопкинсвилле, штат Кентукки, и поступил в Военно-морскую академию в 1860 году, которую окончил на год раньше срока в звании мичмана 28 мая 1863 года.

### Гражданская война
Во время Гражданской войны он принимал активное участие в боевых действиях, будучи прикомандированным к паровому шлюпу «Канандайгуа». Он участвовал в боях с батареями Конфедерации в Чарльстоне, Южная Каролина, в июле-сентябре 1863 года; на реке Стоно в декабре 1863 года и июле 1864 года; и на реке Северный Эдисто в феврале 1865 года. Он также участвовал во взятии Джорджтауна, Южная Каролина, в феврале 1865 года.

### Испано-Американская Война
После начала войны с Испанией в 1898 году двухвинтовой защищённый крейсер «Чарльстон» был быстро подготовлен к службе, а командовал им Гласс. Введенный в строй 5 мая 1898 года, «Чарльстон» отправился к Гавайским островам 16 дней спустя. Сопровождая три транспорта — «Сити оф Пекин», «Австралия» и «Сидней» — 4 июня он отплыл из Гонолулу, направляясь в Манилу. Когда корабль оказался вдали от суши, Гласс открыл свои конфиденциальные приказы, которые предписывали ему захватить остров Гуам на пути к Филиппинам. Получив таким образом задание, «Чарльстон» изменил курс на Гуам, и 20 июня на рассвете крейсер и три его сопровождающих достигли промежуточного пункта назначения. Оставив сопровождение стоять на якоре снаружи, «Чарльстон» смело вошёл в гавань и сделал вызов, но не получил никакого ответного огня. Вскоре испанские эмиссары вызвали Гласса и были поражены, узнав, что между их странами существует состояние войны. Поскольку остров был практически беззащитен — форты лежали в руинах — испанский губернатор сдался, и днём 21 июня 1898 года Гласс вступил во владение Гуамом для Соединённых Штатов.
В соответствии с приказом Чарльстон проследовал в Манилу и принял участие в операциях, которые привели к сдаче этого города в августе 1898 года, а также участвовал в первых действиях против филиппинских «повстанцев», которые сопротивлялись установлению контроля Америки на Филиппинских островах.